# Pristimantis chalceus
Espèce
Synonymes
- Phyllobates chalceus Peters, 1873
- Eleutherodactylus chalceus  (Peters, 1873)
- Syrrhopus areolatus Boulenger, 1898

Statut de conservation UICN

 LC  : Préoccupation mineure
Pristimantis chalceus est une espèce d'amphibiens de la famille des Craugastoridae.

## Répartition
Cette espèce se rencontre du niveau de la mer jusqu'à 1 540 m d'altitude sur le versant Ouest de la cordillère Occidentale du département d'Antioquia en Colombie jusqu'à la province du Guayas en Équateur.

## Description
L'holotype mesure 29 mm.

## Publication originale
- Peters, 1873 : Über eine neue Schildkrötenart, Cinosternon effeldtii und einige andere neue oder weniger bekannte Amphibien. Monatsberichte der Königlich Preussischen Akademie der Wissenschaften zu Berlin, vol. 1873, p. 603-618 (texte intégral).